# Petrus De Brabandere
Petrus of Pieter De Brabandere (Ooigem (Wielsbeke), 25 september 1828 - Brugge, 31 maart 1895) was de 21ste bisschop van het bisdom Brugge. Hij was in functie van midden juni 1894 tot einde maart 1895. 

## Deken
Petrus De Brabandere studeerde aan het Klein Seminarie in Roeselare om vanaf 1848 zich verder te vervolmaken aan het Grootseminarie in Brugge. Hij werd tot priester gewijd in 1853 en studeerde zowel in Leuven, waar hij baccalaureus werd in kerkelijk recht in 1855, als in Rome, waar hij in 1857 licentiaat werd.
In 1858 werd hij onderpastoor op Sint-Pieters in Ieper en in 1859 werd hij overgeplaatst naar de parochie Sint-Martinus aldaar. Vanaf 1861 kreeg hij in het seminarie van Brugge de leerstoel kerkelijke recht, hij werd ook beheerder van de instelling zelf.
Hij werd ere-kanunnik in 1867, vanaf 1875 was hij pastoor-deken in Torhout en in 1880 werd hij vicaris-generaal van het bisdom Brugge.

## Bisschop van Brugge
Petrus De Brabandere werd op 11 juni 1894 tot bisschop gewijd. Hij koos als devies 'In te confido' (In U stel ik mijn vertrouwen). Door zijn korte bestuursperiode zijn weinig tastbare resultaten van zijn beleid te noteren, maar uit een brief uit 1895 leert men dat hij het gezin centraal stelde.
Hij had ook de hand in de bouw van nieuwe kerken in, onder andere, Snellegem, Sijsele, Hertsberge, Ten Brielen en Spiere. Belangrijke herstellingswerken werden uitgevoerd aan de Sint-Salvatorskathedraal en aan de kerken van Lissewege, Handzame, Ardooie, Koolskamp en Pervijze.
Hij was een vroom man die het goed meende, maar van nature behoudsgezind was ingesteld. Zo had hij eerder weinig sympathie voor de opkomende christendemocratie. Men vertelt dat hij begin 1895 door paus Leo XIII zou zijn ontvangen in audiëntie, waarbij de paus hem zou gewezen hebben op het bestaan van de encycliek Rerum Novarum. Bewijzen hiervoor zijn er niet gevonden. Het is anderzijds bekend dat hij er de sociaalvoelende deken van Kortrijk Edward De Gryse (1848-1909) toe aanmaande meer herder en deken te zijn en minder 'senator'.
Na minder dan tien maanden episcopaat is bisschop Petrus De Brabandere plots overleden.

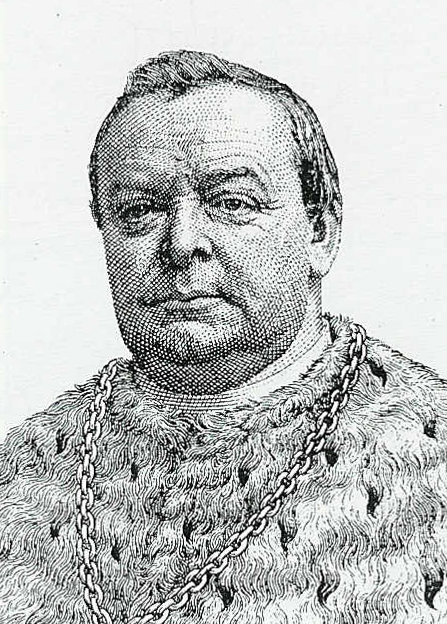
Mgr. Petrus De Brabandere.

## Publicatie
- Juris Caninici et Juris Canonico-Civilis Compendium, 1869.